# Blepharispermum brachycarphum
Blepharispermum brachycarphum là một loài thực vật có hoa trong họ Cúc. Loài này được Mattf. mô tả khoa học đầu tiên năm 1936.